# Sœurs de l'ordre de Saint Basile le Grand
Ne doit pas être confondu avec Sœurs basiliennes, Filles de Sainte-Macrine.
Les Sœurs de l'ordre de Saint Basile le Grand souvent appelées Basiliennes sont une congrégation religieuse féminine enseignante de rite byzantin et de droit pontifical.

## Histoire
Les origines des moniales basiliennes remontent au IVe siècle, lorsque Macrine, sœur de Basile de Césarée, fonde, avec l'aide de son frère, le premier monastère féminin sous la règle de saint Basile. Après le baptême de Vladimir Ier, en 988, de nombreux monastères sont fondés dans les territoires de son royaume. Quand l'Église grecque-catholique ruthène se réunit à Rome (1646), ces monastères adhèrent au catholicisme. En 1720, lors du synode de Zamość, des règles uniformes sont établies pour toutes les communautés basiliennes d'Ukraine et de Biélorussie.
Après le premier partage de la Pologne, la plupart des monastères basiliens sont sécularisés et les religieux dispersés. Au début du XIXe siècle, il ne reste plus que deux monastères, celui de Slovita fondé en 1581 et de Javorov construit en 1621.
En 1909, le métropolite André Cheptytsky donne aux Basiliennes de nouvelles constitutions et organise la fondation de nouveaux monastères dans les territoires de Galice, d'Ukraine, de Yougoslavie, de Tchécoslovaquie et de Hongrie. Elles s'installent aux États-Unis en 1911 pour œuvrer parmi des immigrants ukrainiens et connaissent un grand développement.
La plupart des monastères européens sont de nouveaux supprimés avec l'invasion soviétique. Seuls 6 monastères restent en Yougoslavie et 3 en Pologne. Par le décret du 2 juin 1951, la Congrégation pour les Églises orientales unifie toutes les communautés féminines basiliennes qui sont constituées en institut religieux de droit pontifical.

## Activités et diffusion
Les basiliennes œuvrent particulièrement auprès des Églises catholiques orientales. Elles se consacrent principalement à l'enseignement car c'est une mission recommandée par saint Basile. Elles travaillent également dans des associations caritatives et des hôpitaux.
Elles sont présentes en:
- Europe : Italie, Croatie, Hongrie, Pologne, Roumanie, Slovaquie, Ukraine
- Amérique : Argentine, Brésil, États-Unis.
- Océanie : Australie.

La maison-mère est à Rome.
En 2015, la congrégation comptait 510 religieuses dans 72 maisons.